# Alesana
Alesana – zespół muzyczny grający post hardcore, pochodzący z Raleigh w stanie Karolina Północna. Został założony w październiku 2004 roku przez Shawna Milke'a, Patricka Thompsona, Dennisa Lee i Stevena Tomany. Dzięki uznaniu w swoim regionie jako pierwsi podpisali kontrakt z Tragic Hero Records w maju 2005 roku. Miesiąc później wydali EP pt. Try This With Your Eyes Closed, który trafił do rozgłośni radiowych. To zapewniło im rozgłos na większym obszarze. Później byli gospodarzami show My Super-Sweet Sixteen w MTV.
Swoją pierwszą całkowitą płytę (On Frail Wings of Vanity and Wax) grupa wydała 6 czerwca 2006 roku. W grudniu tego samego roku podpisała kontrakt z wytwórnią Fearless Records.
Na przełomie 2006/2007 roku zespół ruszył w trasę koncertową, która obejmowała Stany Zjednoczone i Meksyk – Alesana występowała wtedy z grupami Haste The Day i Blessthefall.
11 maja 2010 zespół zagrał w Polsce, w warszawskim klubie Stodoła. Oprócz Alesany na scenie pojawili się również A Skylit Drive, Emarosa oraz Bury Tomorrow.

## Muzycy

### Obecny skład zespołu
- Dennis Lee – wokal
- Shawn Milke – wokal, gitara, pianino
- Patrick Thompson – gitara
- Shane Crump – bas
- Jeremy Bryan – perkusja
- Jake Campbell – gitara
- Melissa Milke – wokal

### Byli członkowie
- Daniel Magnusson – perkusja (2004 - 2005)
- Steven Tomany – bas (2004 - 2007)
- Will Anderson – perkusja (2005)
- Adam Ferguson – gitara, wokal (2006 - 2008)
- Alex Torres – gitara (2010–2012)

## Dyskografia

### Albumy
- 6 czerwca 2006 – On Frail Wings of Vanity and Wax
- 20 marca 2006 – On Frail Wings of Vanity and Wax (reedycja)
- 6 czerwca 2008 – Where Myth Fades to Legend
- 26 stycznia 2010 – The Emptiness
- 18 października 2011 – A Place Where the Sun Is Silent
- 21 kwietnia 2015 –  Confessions

### EP
- 24 czerwca 2005 – Try This With Your Eyes Closed

- 1 kwietnia 2014 – The Decade

### Utwory wydane na kompilacjach
- Apology (Acoustic) – Punk Goes Acoustic 2
- Apology (Acoustic) – Podcasting HiMyNameIsMark
- Beautiful in Blue – All the Tragedy Money Can Buy
- Goodbye, Goodnight For Good – All the Tragedy Money Can Buy
- What Goes Around, Comes Around – Punk Goes Pop 2

## Teledyski
- Ambrosia (reż. Jeremy Jackson)
- Seduction
- The Thespian
- Lullaby Of The Crucified